# Mouseion

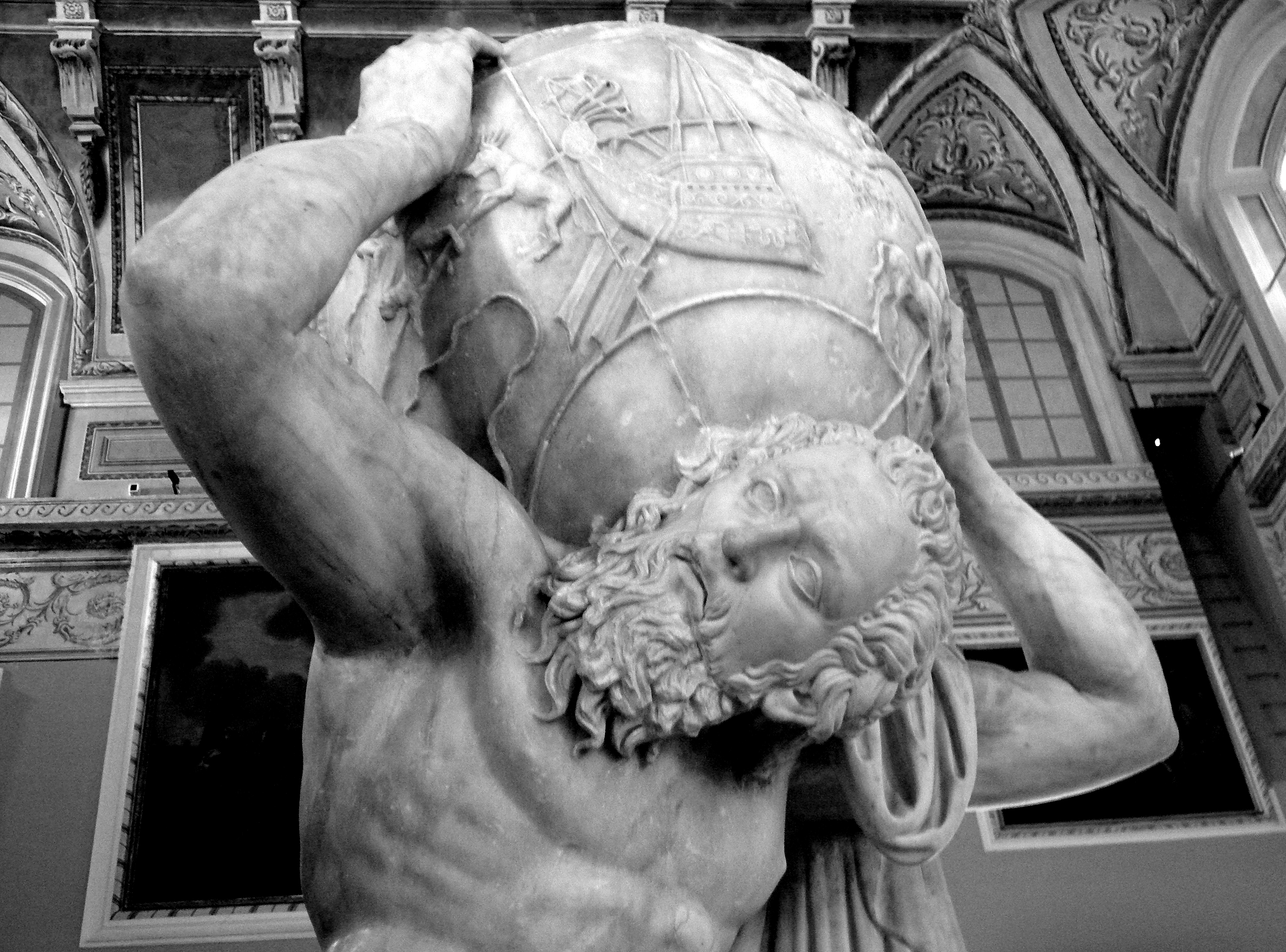
De Atlas van Farnese, een Romeinse kopie van een bronzen beeld dat waarschijnlijk in het Mouseion van Alexandrië stond.

Mouseion is het Griekse woord (Μουσεῖον) voor 'plaats gewijd aan de muzen'. De muzen waren de godinnen die de 'negen schone kunsten' personifieerden, oftewel wetenschappen en kunsten. In Athene vestigde Plato zijn Akademeia op een dergelijke plaats en Aristoteles zijn Lykeion. De aanvankelijke associatie met muziek en poëzie verschoof naar onderwijs en geleerdheid. 'Het' Mouseion was dat gesticht in Alexandrië door de Ptolemaeën, waar de Bibliotheek van Alexandrië was ondergebracht. Het moderne woord museum is afgeleid van mouseion.

## Mouseion van Alexandrië
In de hele Griekse antieke wereld kon men destijds in vele steden Mouseia aantreffen. Het bekendste Mouseion was dat van Alexandrië in Egypte, gesitueerd in de koninklijke paleizenwijk bij de zee. Volgens de Griekse geograaf Strabo omvatte het een peripatètikos (zuilengalerij als overdekte wandelruimte), een exedra (halfrond met zitplaatsen in open lucht) en een aula (grote eetzaal). De geleerden leefden in gemeenschap van goederen onder het gezag van een priester. Het Mouseion verschafte inwoning aan geleerden die lid waren of die uitgenodigd waren aan het Ptolemeïsche hof.
Bij deze 'tempel der Muzen' behoorde de beroemde bibliotheek van Alexandrië, die de ambitie had álle boeken bijeen te brengen. Ze groeide uit tot de grootste en belangrijkste bibliotheek van de oudheid. Onderdeel van de bibliotheek was een verzameling van allerlei voorwerpen uit de toen bekende wereld. Zo werd het woord mouseion de oorsprong en het synoniem van het tegenwoordige museum dat meestal ook omschreven wordt als een verzameling van voorwerpen tentoongesteld in een gebouw en die te bezichtigen zijn door belangstellenden. In het Mouseion van Alexandrië kon dan ook literatuuronderzoek worden gedaan (de belangrijkste vorm van onderzoek in die tijd) en konden colleges worden gevolgd van diverse (natuur-)filosofen en wetenschappers. Als zodanig was dit mouseion dan ook een antieke voorloper van de huidige universiteit.

## Voetnoten
1. ↑  Irene Vallejo, Papyrus. Een geschiedenis van de wereld in boeken, 2021, p. 64